# Cape Jervis
Pour les articles homonymes, voir Jervis.
Cape Jervis est un village au sud-ouest de la péninsule Fleurieu en Australie-Méridionale, à environ 108 km au sud d'Adelaide. La population comptait 295 habitants en 2006.
Matthew Flinders nomma Cape Jervis en l'honneur de John Jervis, premier comte de Saint-Vincent, le Premier Lord de l’Amirauté britannique, en 1802.
Cape Jervis est le principal port de ferries pour traverser le détroit de Backstairs qui sépare la péninsule de l'île Kangourou.